# Sebastian Engelbrecht
Sebastian Engelbrecht (* 1968) ist ein deutscher Journalist. Von 2008 bis 2012 war er Hörfunkkorrespondent der ARD in Tel Aviv tätig. Er gehört derzeit (Stand 7/2025)  dem Deutschlandfunk-Hauptstadtstudio an und publiziert vorrangig zu den deutsch-israelischen Beziehungen.

## Leben
Engelbrecht absolvierte zunächst eine Ausbildung zum Redakteur an der Deutschen Journalistenschule in München. Anschließend studierte er Evangelische Theologie. In seiner an der Universität Leipzig eingereichten Dissertation setzte er sich mit der Rolle der evangelischen Kirchen im politischen System der DDR auseinander. Von 1997 bis 1999 war er für das Gemeinschaftswerk der Evangelischen Publizistik in Frankfurt am Main tätig. Im Jahr 2000 wechselte er zum Deutschlandfunk, wo er bis 2007 als Autor, Redakteur und Moderator arbeitete. Von 2008 bis 2012 war er ARD-Hörfunk-Korrespondent in Tel Aviv.

## Positionierung zum Krieg in Israel und Gaza seit 2023
Engelbrecht trat als entschiedener Verteidiger der israelischen Politik nach dem Terroranschlag der Hamas auf Israel im Oktober 2023 auf, so äußerte er etwa im Dezember 2024 Zweifel an den veröffentlichten Opferzahlen. Zudem regte Engelbrecht in einem Kommentar im Deutschlandfunk an, die Bundesregierung solle als Reaktion auf den Haftbefehl des Internationalen Strafgerichtshof gegen Benjamin Netanjahu und Joaw Gallant ihre Anerkennung des Gerichts überdenken. Noch im Mai 2025 forderte er im Deutschlandfunk eine Fortsetzung deutscher Waffenexporte nach Israel. Die Frage, ob Israel Völkerrecht verletze, ließe sich nicht eindeutig beantworten. Die sogenannte deutsche Staatsraison habe „vorrangige Bedeutung“: „Warum sollte die Bundesrepublik in dieser schwierigen Lage den Verbündeten, den Staat Israel verraten und ein Element der politischen Identität aufgeben?“ In diesem Zusammenhang begrüßte er die Einrichtung der „Gaza Humanitarian Foundation.“